# TWISTNB
TWISTNB (англ. TWIST neighbor) – білок, який кодується однойменним геном, розташованим у людей на 7-й хромосомі. Довжина поліпептидного ланцюга білка становить 338 амінокислот, а молекулярна маса — 37 432.
| 10         |  | 20         |  | 30         |  | 40         |  | 50         |
| ---------- |  | ---------- |  | ---------- |  | ---------- |  | ---------- |
| MAAGCSEAPR |  | PAAASDGSLV |  | GQAGVLPCLE |  | LPTYAAACAL |  | VNSRYSCLVA |
| GPHQRHIALS |  | PRYLNRKRTG |  | IREQLDAELL |  | RYSESLLGVP |  | IAYDNIKVVG |
| ELGDIYDDQG |  | HIHLNIEADF |  | VIFCPEPGQK |  | LMGIVNKVSS |  | SHIGCLVHGC |
| FNASIPKPEQ |  | LSAEQWQTME |  | INMGDELEFE |  | VFRLDSDAAG |  | VFCIRGKLNI |
| TSLQFKRSEV |  | SEEVTENGTE |  | EAAKKPKKKK |  | KKKDPETYEV |  | DSGTTKLADD |
| ADDTPMEESA |  | LQNTNNANGI |  | WEEEPKKKKK |  | KKKHQEVQDQ |  | DPVFQGSDSS |
| GYQSDHKKKK |  | KKRKHSEEAE |  | FTPPLKCSPK |  | RKGKSNFL   |  |            |

A: Аланін

C: Цистеїн

D: Аспарагінова кислота

E: Глутамінова кислота

F: Фенілаланін

G: Гліцин

H: Гістидин

I: Ізолейцин

K: Лізин

L: Лейцин

M: Метіонін

N: Аспарагін

P: Пролін

Q: Глутамін

R: Аргінін

S: Серин

T: Треонін

V: Валін

W: Триптофан

Кодований геном білок за функцією належить до фосфопротеїнів. 
Задіяний у такому біологічному процесі, як транскрипція. 
Локалізований у ядрі.